# Przemysł mięsny
Przemysł mięsny – obejmuje firmy przetwarzające surowce mięsne, tj. ubój zwierząt rzeźnych, obróbkę ubocznych produktów uboju, rozbiór tusz na elementy i wykrawanie mięsa drobnego oraz produkcję przetworów mięsnych, podrobów i konserw mięsnych, tłuszczów, wyrobów garmażeryjnych, gotowych dań mięsnych, łącznie z porcjowaniem, plasterkowaniem i paczkowaniem. Jest to największa branża przemysłu spożywczego.
Oferta rynkowa tej branży obejmuje:
1. produkty do przygotowania posiłków w gospodarstwach domowych i zakładach żywienia zbiorowego (mięso, słonina, przetwory),
2. mięso przerobowe do przetwórstwa w innych zakładach,
3. produkty uboczne, wykorzystywanie poza sektorem spożywczym (skóry, kości na mączki i żelatynę, tłuszcze techniczne, rogowizna, szczecina, surowce farmaceutyczne itd.).

## Przemysł mięsny w Polsce
W Polsce przemysł mięsny bazuje głównie na krajowych surowcach. Import pokrywa ok. 10% zapotrzebowania. Przemysł ten w Polsce charakteryzuje się:
1. dużymi wahaniami produkcji, podaży i cen,
2. rozdrobnieniem podaży, gdyż 60% pogłowia znajduje się w gospodarstwach posiadających nie więcej niż 50 sztuk,
3. niską jakością i niestabilnością cech jakościowych surowca rzeźnego (mała i zmienna mięsność tusz, zróżnicowanie rozmiarów tusz).

Udział tego sektora w wartości ogólnej sprzedaży przemysłu spożywczego w Polsce wynosi około 20%, a w produkcie krajowym brutto ok. 12%. Zatrudnienie w całym przetwórstwie mięsnym wynosi ponad ok. 80 tys. osób. Przemysł mięsny jest sektorem znaczącym w gospodarce narodowej. Przemysł mięsny zorientowany jest na rynek krajowy (90% całej sprzedaży). Przeciętne spożycie mięsa i jego przetworów wynosi rocznie 65-73 kg na osobę. 
Krajowy rynek mięsa charakteryzuje:
- duży udział wieprzowiny (spożycie ok. 38,5 kg na osobę, tj. 2/3 spożycia mięsa)[1],
- słaba i malejąca rola wołowiny (spożycie spadło do poziomu 1,6 kg)[1],
- rosnące spożycie drobiu (w 2014 r. 26,9 kg na mieszkańca)[1],
- duży udział wędlin (około 25 kg) oraz bardzo mały udział konserw,
- brak zainteresowania ze strony rynku krajowego koniną i baraniną.

Jednostki gospodarcze prowadzące ubój i produkcję przetworów można podzielić na dwie grupy:
1. około 500 firm przemysłowych i przemysłowo-handlowych zatrudniających ponad 6 osób, w tym 225 zatrudniających ponad 50 osób,
2. ponad 7000 lokalnych ubojni i przetwórni mięsa.

Świadczy to o dużym rozdrobnieniu tej branży w wyniku procesów dekoncentracji po 1990 r. Obecnie powraca się do koncentracji przetwórstwa mięsnego. Rozwijają się głównie duże i największe firmy.